# ハヤブサを持つ男の肖像
『ハヤブサを持つ男の肖像』（ハヤブサをもつおとこのしょうぞう、伊: Ritratto d'uomo con falcone, 英: Portrait of a Man with a Falcon）は、イタリアのルネサンス期のヴェネツィア派の巨匠ティツィアーノ・ヴェチェッリオが1525年から1540年ごろに制作した肖像画である。油彩。一説によるとヴェネツィアの名門貴族コルナーロ家の出身で、キプロス王国の女王カタリーナ・コルナーロの兄ジョルジョ・コルナーロ（Giorgio Cornaro, 1447年-1527年）の肖像画とされる。現在はネブラスカ州オマハのジョスリン美術館に所蔵されている。

## 作品

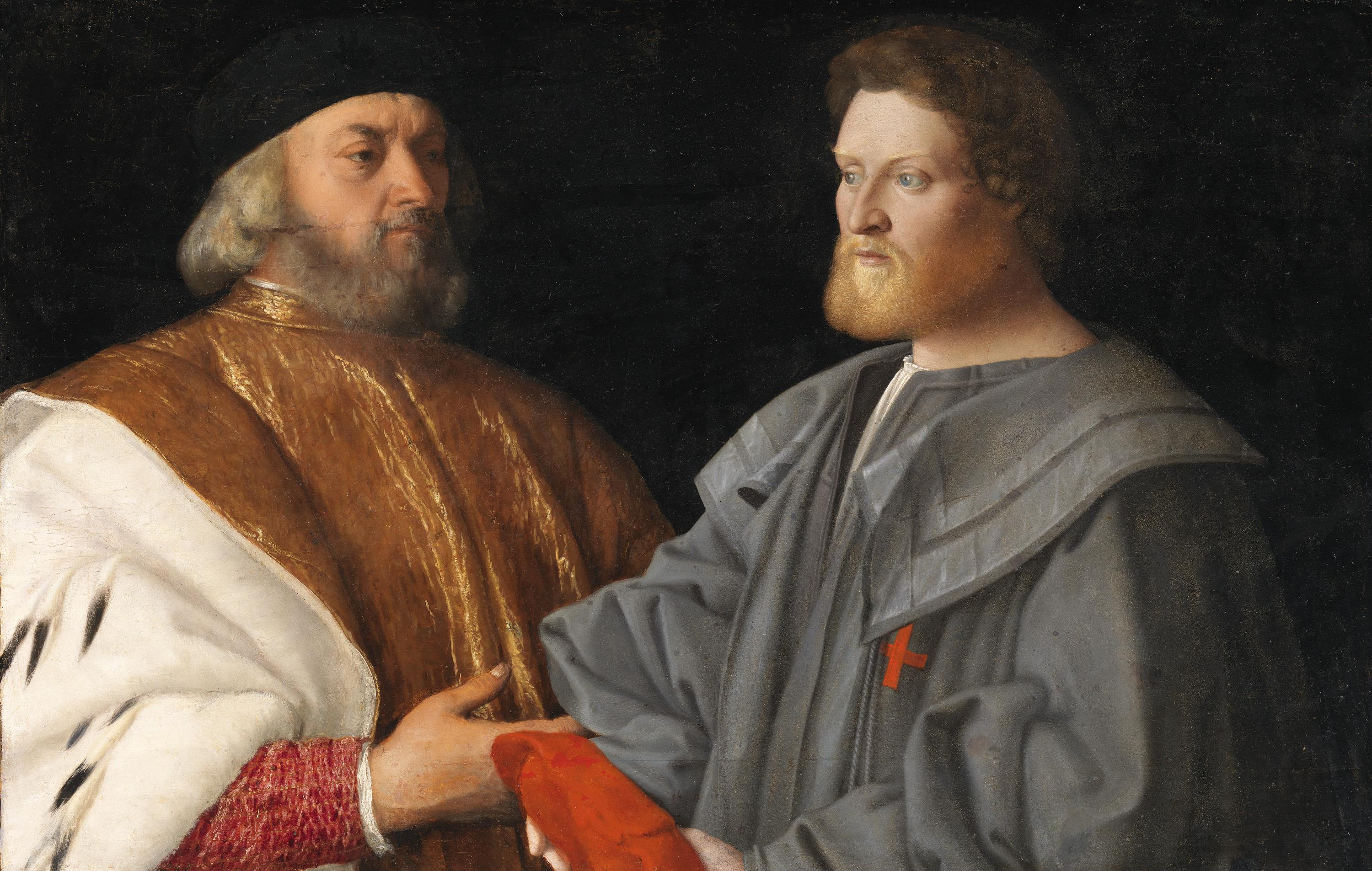
ヴィンチェンツォ・カテーナの二重肖像画『ジョルジョ・コルナーロとその息子フランチェスコ』。1520年から1530年ごろ。アイルランド国立美術館所蔵。

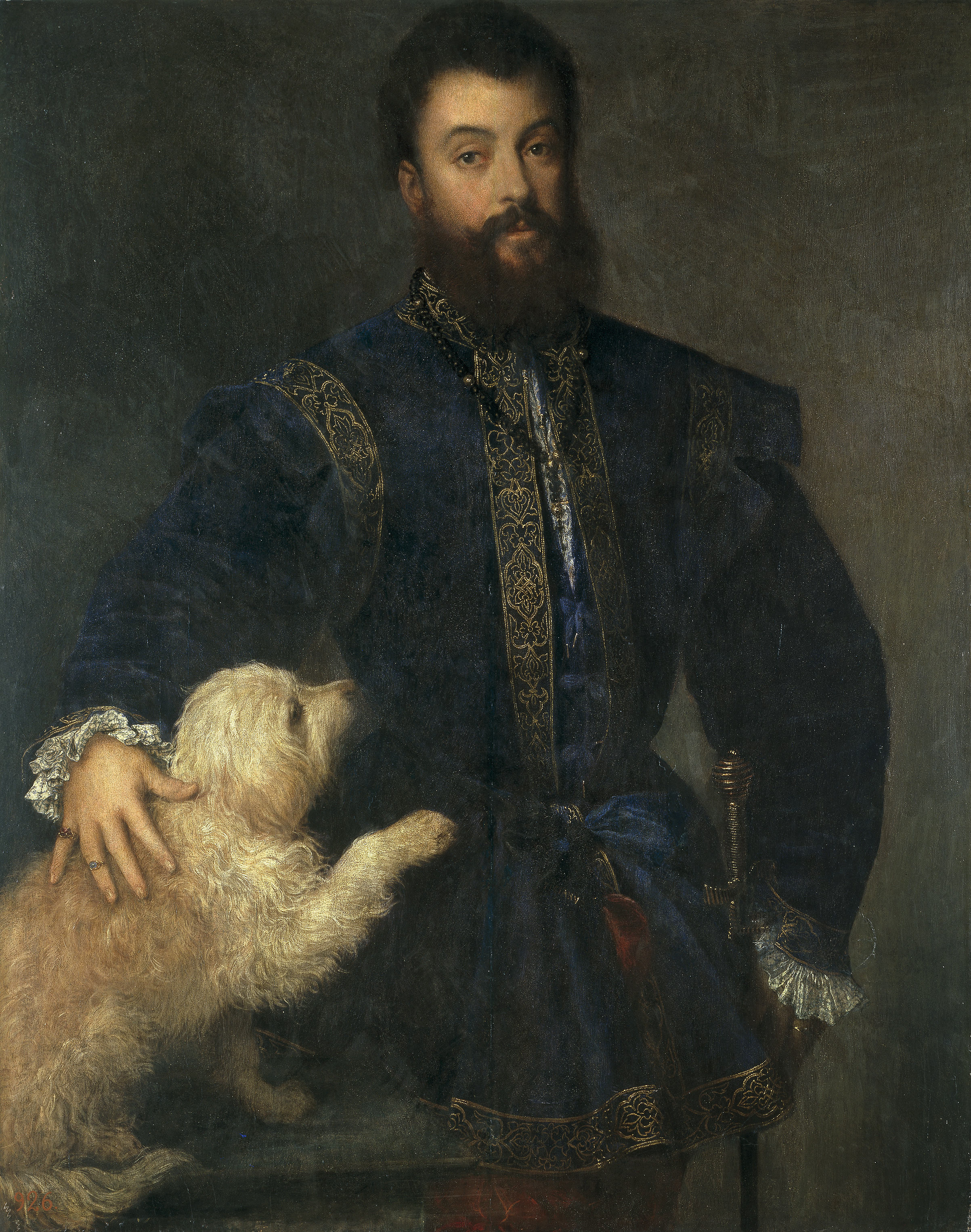
ティツィアーノの『フェデリコ2世・ゴンザーガの肖像』。1529年。プラド美術館所蔵。

濃い茶色の背景を前に、半身像のほぼ横顔で表された屈強な青年が描かれている。黒色の衣装を着た青年は、左手に手袋をはめ、鎖で繋がれた立派なハヤブサを止まらせている。そしてハヤブサの頭部が自分の目線の高さに来るように左手を持ち上げて、頭部をやや後ろに引きながらハヤブサを見つめ、右手で鳥の胸を撫でている。青年はまたポインター種の猟犬を従えており、その主人を見つめる頭部が画面左下の隅に見える。黒髪の青年はたっぷりと髭を生やし、シンプルではあるが優雅な服を着ており、右手首を金のブレスレットで飾っている。青年の柔らかな顔立ちは知的であり、柔和な性格がうかがえる。鷹狩りはヨーロッパの貴族や宮廷の間でのみ行われた人気のあるスポーツであり、ハヤブサは男性の高い地位と、ヴェネツィアでの出世階段を登るという願望を象徴している。またハヤブサは訓練の難しさから、捉えどころのない目標を追求することの象徴であった。ニュートラルグレイの背景は人物の周囲をやや明るくし、黒衣の姿を強く浮き彫りにしている。犬の頭のすぐ上に画家の署名が記されている。

### モデル
かつて肖像画の裏面には、キャンバスを張り替えた際に失われた碑文があった。そこにはラテン語で「キプロスとエルサレムのカッテリーナの弟ゲオルギウス・コルネリウス」（Georgius Cornelius frater Catterinae Cipri et Hierusalem）と記されており、モデルがキプロスの女王カテリーナ・コルナーロの弟ジョルジョ・コルナーロであることを示していた。しかしこの人物は肖像画が描かれたとき、かなり年老いていたか、すでに死去していたと思われる。そこでティツィアーノを後援した王侯の1人であるマントヴァ公爵フェデリコ2世・ゴンザーガの可能性も指摘された。しかしプラド美術館に所蔵されているフェデリコ2世・ゴンザーガの肖像画との間にいくつかの身体的類似点はあるものの、ほとんどの研究者は否定している。
これに対して、美術史家ダグラス・ルイス（Douglas Lewis）は、肖像画のモデルはジョルジョ・コルナーロと同名の人物で、カテリーナ女王の曾甥にあたる小ジョルジョ・コルナーロ（1517年-1571年）ではないかと指摘した。この人物はクレタ島の生まれで、1535年にヴェネツィアに移住し、ピオンビーノ・デーゼにパッラーディオ様式の邸宅ヴィラ・コルナーロを建設したことで知られる。

### 制作年代
制作年代についてジョスリン美術館は1520年代後半とし、美術史家ゲオルク・グロナウはティツィアーノの中期、1530年から1540年ごろの作品に位置づけている。今日、有力視されている制作年代は1537年である。この年に、ちょうど20歳の小ジョルジョ・コルナーロはヴェネツィア共和国大評議会に選出されている。そこでこの選出を祝うため、肖像画が発注されたのではないかと考えられる。

### 修復
肖像画は1900年代初頭にアメリカ合衆国に渡るまでに「嘆かわしいほど損傷」しており、ヴェネツィア派の研究者の中には複製と考えた者もいた。2008年にJ・ポール・ゲッティ美術館の保存修復家マーク・レナード（Mark Leonard）によって大規模な保存作業が行われた。肖像画は絵具の剥落と顔料の変色、キャンバスの劣化が見られたほか、表面のワニスが変色して画面が曇り、見えにくくなり、ティツィアーノの才能を覆い隠していた。損傷の多くは古い裏地の張り替えによるもので、またおそらく以前の修復者が過度に強い溶剤や不要な荒い洗浄で古いワニスを除去しようとしたために、オリジナルの絵画層が損傷したことも明らかであった。この修復により、ティツィアーノの色彩、明暗の使用法、モデルの性格に対する優れた感受性が再び明らかにされた。

## 来歴
肖像画は1593年に作成されたコルナーロ家の目録まで遡る。1743年にカリニャーノ公（Prince of Carignano）のコレクションとともにパリで売却された。19世紀のほとんどの間、ヨークシャーのカースル・ハワードにあるカーライル伯爵家のコレクションに収蔵されていた。その後、ニューヨークの美術収集家E・L・ミリケン（E. L. Milliken）、ベルリンの美術収集家エドゥアルト・サイモン（Edward Simon）、有名な美術商の初代デュヴィーン男爵ジョゼフ・デュヴィーンとダニエル・ヴィルデンシュタインの手に渡った。1942年にニューヨークでジョスリン美術館によって購入された。